# Game packovi za The Sims 4
Dvanaest "paketa igara" za preuzimanje sadržaja izdano je za videoigru simulacije života The Sims 4 iz 2014., četvrti veliki naslov u seriji The Sims. Sve pakete igara razvio je Maxis, a objavio Electronic Arts za platforme Microsoft Windows, macOS, PlayStation 4 i Xbox One. Paketi igrica trebali bi biti manji od kompletnih paketa proširenja. Prvi paket igara, Outdoor Retreat, objavljen je 13. siječnja 2015. Dvanaesti i najnoviji paket igara, Werewolves, objavljen je 16. lipnja 2022.

## Outdoor Retreat
The Sims 4: Outdoor Retreat je prvi paket igara za The Sims 4, objavljen 13. siječnja 2015. Uključuje novo odredište, mnogo novih objekata, novu odjeću i nove interakcije.
Outdoor Retreat fokusira se na kampiranje na otvorenom, slično odmoru Tri jezera u The Sims 2: Bon Voyage.

### Gameplay
Outdoor Retreat predstavlja novi svijet, Granite Falls, koji je dostupan samo tijekom odmora. Svijet se sastoji od dvije četvrti koje imaju nacionalni park i pet parcela za iznajmljivanje (četiri kuće i kamp) u drugoj. Simsi mogu posjetiti ovaj svijet samo ako tamo provedu odmor. Odmor može trajati do sedam Sim dana, ali se može produžiti. Ti se dani računaju u Simove dane godišnjeg odmora ako su zaposleni, tako da će radni učinak biti niži ako su zaposleni Sims predugi na odmoru bez dostupnih dana godišnjeg odmora, ali samo na dane kada imaju posao.
Simsi sada mogu "gledati u zvijezde" i "gledati u oblake", što ih može učiniti "inspiriranima". Simsi također mogu sudjelovati u grupnim aktivnostima s drugim Simsima kao što je pričanje grupne priče ili promatranje zvijezda/promatranje oblaka u grupi. 
Nova osobina, težnja i vještina predstavljeni su u Outdoor Retreat. Simsima sa značajkom Squeamish bit će neugodno pri pogledu na insekte, povraćanje, nasilje, smrt i bilo što prljavo. Dodana je nova težnja prirodi, nazvana Outdoor Enthusiast. Simsi mogu naučiti vještinu travarstva, a pomoću nje mogu identificirati biljke, insekte, pa čak i napraviti lijekove, kao što je repelent za insekte. Sims sada može ugostiti novu zabavu: Weenie Roast.
Nova hrana se može kuhati upotrebom vatre. To uključuje marshmallows, hrenovke, pa čak i bube. Više od 60 stavki u modu Build/Buy uvedeno je u Outdoor Retreat. Neki predmeti su dizajnirani za korištenje tijekom kampiranja (kao što su prijenosni kreveti, šatori i prehrambeni proizvodi), a mogu se kupiti u čuvarskoj stanici u nacionalnom parku ili u načinu izrade; ostale stavke mogu se kupiti putem načina izrade.

## Spa Day
The Sims 4: Spa Day je drugi paket igara za The Sims 4, objavljen 14. srpnja 2015. Igri dodaje toplice, gdje Simsi mogu ići na masaže, uz blatne kupke, raditi jogu, manikure i više. Igrači također mogu izgraditi vlastite toplice.

### Gameplay
Spa Day uvodi novu Wellness vještinu, koja može pomoći Simsima da se oslobode stresa i steknu nove sposobnosti. Simovi mogu izgraditi vještinu vježbanjem joge ili meditacije, više razine vještina omogućuju simu da radi više poza u jogi i otključava više interakcija sa svim aktivnostima u toplicama. Wellness je također odličan za razvijanje u potpuno novoj dodjeli Spa parcele, što je glavna značajka ovog paketa igara. Simsi mogu posjetiti spa na revitalizirajuću masažu ili raditi na novoj vještini uz malo joge. Opuštajuće blatne kupke, saunai masaža dostupni su na ovom mjestu i kod kuće. Razvijanje Wellness vještine također otvara nove recepte za hranu i piće.
Simsi sada mogu ići na masažu ruku i stopala s novom masažnom stolicom gdje god žele. Masaže mogu Simsa ostaviti s pozitivnim ili negativnim moodletom. Uz masaže su kupke od blata i namakanje tijela, novi način da Simsi ponovno prožive svoj stres. Mogu se staviti u svaku vrstu kade u bilo kojoj vrsti parcele. 
Vraćaju se i saune iz prethodnih naslova u Spa Day. Saune se mogu postaviti na bilo koju vrstu parcele i još su jedan odličan način da Simsi ponovno prožive stres i opuste se. Uz ove saune dolazi i nova smrt od sauna.
Joga se vraća iz prethodnih naslova kao vještina koju Sims treba razvijati. Prostirke za jogu novi su predmeti koji se mogu kupiti u načinu kupnje i mogu se koristiti posvuda. U toplicama postoje satovi joge u koje Sims može sudjelovati. 
Akvariji se vraćaju i iz prethodnih naslova. Simsi mogu uloviti ili kupiti ribe i staviti ih u akvarij da ih drugi Simsi vide. Uz akvarije, kolekcija riba je dodana novim ribama. 
Postoji potpuno nova radio postaja pod nazivom “New Age”. Preko 100 stavki načina kupnje i izgradnje uvedeno je u Spa Day, za izgradnju savršenog spa centra, zajedno s novom odjećom, a stil je povezan sa spa i sportom.

#### Pack refresh
2. rujna 2021. Maxis je otkrio osvježenje paketa za „Spa Day“, objavljeno kao besplatna zakrpa 7. rujna 2021. Ovo je prvi paket sadržaja za „The Sims 4“ koji je dobio značajno ažuriranje sadržaja nakon puštanja na slobodu. Novi sadržaj uključuje novu osobinu, aspiracije, manikuru, pedikuru i dopušta maloj djeci i Simovima da sudjeluju u jogi i meditaciji. Sims can also conduct wellness classes for other Sims.

## Dine Out
The Sims 4: Dine Out je treći paket igara za The Sims 4, objavljen 7. lipnja 2016. Uključuje novu vrstu mjesta; Restoran, mnogo novih predmeta, nova odjeća, nove interakcije, nova hrana za pripremanje i nova aktivna karijera; Vlasnik restorana. Slično kao i obično mjesto iz The Sims 3 i The Sims 2: Open for Business, Sims može ići u restoran i biti vlasnik restorana. Međutim, više se fokusira na vlasnika restorana, slično kao vlasnik restorana u "Open for Business".

### Gameplay
Dine Out predstavlja novi restoran, koji je glavni fokus paketa. Restorani postupaju slično kao iu "Open for Business". Igrači mogu vidjeti unutrašnjost zgrade, a Simsi koji su ušli mogu se vidjeti i usmjeriti. Simsi mogu otići do stanice domaćina naručiti stol, a domaćin će ih zatim uputiti do obližnjeg stola koji ima barem jednu stolicu. Grupe Simsa, poput onih na spoju, na izletu s prijateljima ili na okupljanju u klubu, mogu se smjestiti zajedno za isti stol. Sims tada može nazvati konobara i naručiti do jedan obrok i jedno piće odjednom. Simsi mogu pojesti više obroka ako žele, što će povećati njihov račun. Jelovnik hrane prikazuje 4 kategorije, pića, predjela, glavno jelo i desert. Restorani mogu poslužiti bilo koju vrstu hrane ili pića, zajedno s različitim unaprijed postavljenim postavkama koje Simsi mogu izabrati.
Simsi također mogu posjedovati, graditi i upravljati restoranima. Simsi mogu kupiti restoran na ploči Owned Businesses. Nakon izgradnje restorana s potrebnim objektima i zapošljavanja zaposlenika, Simsi mogu otvoriti restoran i početi njime upravljati kako žele. Zadovoljstvo kupaca vrlo je važna stvar za vlasnike restorana, budući da zadovoljni gosti daju bodove koje mogu iskoristiti za kupnju različitih vrsta pogodnosti za pomoć restoranu. Zaposlenici se mogu unapređivati i napredovati, kako bi se povećalo zadovoljstvo kupaca.
Eksperimentalna hrana nova je vrsta hrane u Dine Outu. Simsi mogu naučiti ove recepte tako da ih pojedu, a zatim kuhaju na stanici kuhara s odgovarajućom kuharskom vještinom. Simsi također mogu fotografirati ovu hranu, koja je povezana s potpuno novom kolekcijom u vezi s ovom hranom. Predstavljena je nova radio postaja pod nazivom "Jazz". Preko 100 stavki u modu Build/Buy uvedeno je u "Dine Out". Neki od njih uključuju mjesta kuhara, mjesta domaćina i konobara te kabine za objedovanje, zajedno s novom odjećom za Simse da se savršeno odijevaju kada idu u restorane.

## Vampires
The Sims 4: Vampires je četvrti paket igara za The Sims 4, objavljen 24. siječnja 2017. Uključuje nova životna stanja, Vampire, mnoge Gothic objekte s temom, novu odjeću, nove interakcije, nove težnje, nova hrana za spravljanje i nove vještine: vještina Orgulje i vještina Vampire Lore. Paket također sadrži novo susjedstvo pod nazivom Forgotten Hollow koje, u skladu s vampirskom tematikom, ima dulje noćne sate od drugih susjedstava. Paket koristi vampirske elemente iz The Sims 2: Nightlife, The Sims 3: Late Night i Supernatural .

### Gameplay
Vampires uvodi životno stanje vampir s čitavom hrpom novih nadnaravnih moći i sposobnosti. Vampiri mogu mijenjati svoj izgled između svojih običnih i tamnih oblika i mogu koristiti nadnaravne sposobnosti uključujući super brzinu, pretvaranje u šišmiša, super snagu, mogućnost pretvaranja u maglu, itd. Vampiri se mogu napraviti izravno iz Create-a-Sim i imaju svoje posebne opcije, kao što je alternativni "tamni" oblik, uređivanje očiju tako da budu neprirodne boje očiju, blijede boje kože, različitih vrsta očnjaka i vena. Sims također može tražiti vampire da budu preobraćeni. Ako pristanu, vampir će ugristi Sima i ponuditi im svoju krv koju će Sim piti. Simsi se neće odmah transformirati, ali će dobiti moodlet "Strangely Hungry" koji uzrokuje iscrpljivanje njihove gladi.
Vampiri će imati vlastitu ploču za dobivanje i nadogradnju novih sposobnosti koje ih čine moćnijima. Mogu odabrati određene moći kako stječu više iskustva i postaju jači. Postoji ukupno dvadeset pet moći, ravnomjerno podijeljenih (pet po svakom vampirskom rangu), s nekoliko moći koje imaju svoje razine. Također, neke su moći u sukobu s određenim slabostima, sprječavajući vas da ih odaberete. 
Vampiri također imaju drugačije potrebe od normalnih Simsa. Vampiri ne moraju zadovoljiti mjerač mokraćnog mjehura i njihova je potreba za energijom produljena i zamijenjena "vampirskom energijom", kao i potreba za glađu zamijenjenom potrebom "žeđi" za plazma. Ploča s potrebama također prikazuje iskustvo za postizanje sljedećeg vampirskog ranga i bodove moći.
Baš poput vanzemaljaca iz Get to Work, vampiri imaju Simov oblik i alternativni oblik u kojem se mogu mijenjati kako bi spriječili otkrivanje svoje vampirske prisutnosti. Prebacit će se u svoj "Tamni oblik" kako bi se pretvorili u svoju pravu vampirsku prirodu i pristupili nekim od svojih nadnaravnih moći, kao što je hranjenje i pretvaranje drugih Simsa. Tamni oblik može se u potpunosti prilagoditi odvojeno od njihovog normalnog oblika. Postoje dvije potpuno nove vještine pod nazivom orgulje i vampirska predaja. Orgulje su ekvivalent glasovirskoj vještini za novi predmet orgulja, a vampirska predaja pomaže vampirima da postanu jači. Tu su i tri nove aspiracije: Vampirska obitelj, Majstor vampir i Dobri vampir. Paket uključuje 151 stavku u modu Build/Buy i novu odjeću i frizure za Simsove uzraste od djece do starijih, kao i tri nove značajke.

## Parenthood
The Sims 4: Parenthood je peti paket igara za The Sims 4, objavljen 30. svibnja 2017. Razvija vezu između roditelja i njihove djece s novouvedenom vještinom roditeljstva. It takes elements from The Sims 3: Generations.

### Gameplay
Parenthood uvodi vrijednost znakova za malu djecu, djecu i tinejdžere Sims, i daje roditeljima više kontrole nad njihovim potomcima. Mogu se disciplinirati ili poticati, a oboje utječe na njihov put do odrasle dobi. Postoji pet različitih karakternih vrijednosti: maniri, odgovornost, empatija, rješavanje sukoba i emocionalna kontrola. Character values appear in the Simology panel for Sims aged toddler to teen. Parents can encourage or discipline their children to help develop these character values. A toddler, child, or teen can affect their own character values by performing certain interactions, such as making a mess or setting the table. If Sims have a high or low enough level in any of the character values, they will receive special traits when they become young adults.
Jedna od drugih velikih promjena u dječjim karakternim vrijednostima je nova roditeljska vještina. Ovu vještinu mogu naučiti samo Simsi koji su mladi ili stariji, a pomaže im tako što ima više mogućnosti u odgoju svoje djece. Roditelji s ovom vještinom mogu kazniti svoju djecu na mnogo načina, od time outa do prizemljenja, gdje roditelji mogu ograničiti određene aktivnosti. Međutim, djeca mogu ignorirati te kazne, što negativno utječe na njihove karakterne vrijednosti. Djeca će također dolaziti postavljati svojim roditeljima ili skrbnicima različita pitanja u obliku karata s prilikama. Što je veća roditeljska vještina kod skrbnika, pojavit će se više opcija koje će utjecati na djetetove karakterne vrijednosti. Kada dijete postane mlada odrasla osoba, imat će novu vrstu statusa odnosa sa svojim roditeljem, na temelju toga koliko je visok bio njihov metar prijateljstva tijekom djetinjstva i koliko su discipline primili. 
Djeca i tinejdžeri sada ponekad donose školske projekte kad se vraćaju iz škole. Ove projekte mogu zajedno izraditi članovi obitelji stariji od male djece i to pažljivo ili nemarno. Izvođenje projekta na bilo koji način i s ili bez pomoći odredit će njegovu razinu kvalitete koja je loša, dobra i izvrsna. Kada djeca ili tinejdžeri dovršene projekte vrate u školu, njihov učinak će se povećati.
Mala djeca, djeca i tinejdžeri sada mogu doživjeti različite vrste faza, u rasponu od izbirljivih jela do Simsa koji se žele odjenuti u kostim medvjeda. Faze su u obliku osobina i uvelike utječu na rastuće akcije Simsa. Kada Sim uđe u fazu, pojavit će se obavijest koja obavještava igrača o tome. Roditelji također mogu pitati svoju djecu o fazama i bit će informirani o načinima kako se toga riješiti. 
Više od 93 stavke načina izgradnje/kupnje uvedene su u "Roditeljstvo". Nova odjeća i frizure također su uključene za sve uzraste, zajedno s potpuno novom težnjom pod nazivom Super roditelj, koja je usmjerena na podizanje djece u odrasle.

## Jungle Adventure
The Sims 4: Jungle Adventure je šesti paket igara za The Sims 4, objavljen 27. veljače 2018. Paket ima igrivost sličnu igrici The Sims 3: World Adventures, a Simsi mogu rezervirati odmor u Selvadoradi, gdje mogu razviti svoje vještine Selvadoradijske kulture, istražiti skrivene lokacije i pronaći drevne artefakte.

### Gameplay
Jungle Adventure nudi Simsu potpuno novi svijet za odmor koji treba posjetiti, zvan Selvadorada. Selvadorada se temelji na latinoameričkoj regiji okruženoj golemim prostranstvima džungle, zvanom Belomisia Jungle, koja ima skrivene ruševine za istraživanje, varalice s blagom za pljačku i drevne omiške hramove s raznim zagonetkama i zamkama koje Sims mora proći kako bi dobio do velikog blaga. Uz džungle Selvadorada uključuje malo naselje, zvano Puerto Llamante Marketplace, u kojem Simsi mogu komunicirati s lokalnim stanovništvom i isprobavati novu hranu, podižući svoju vještinu Selvadoradijske kulture. Simsi također mogu kupiti opremu na tržnicama kako bi bili spremniji za džunglu.
U džunglama Selvadorade postoje mnogi oblici lokacija koje Simsi mogu istražiti. Mnogi slapovi i prekrasan krajolik, kojim dominiraju mostovi i prolazi koji vode do prirodnih bazena, neobične lagune s mjestima za pecanje, zarasli vrtovi, pa čak i mjesto pada aviona. Ovi prolazi obično zahtijevaju od Simsa da prorežu vinovu lozu, što će ih odvesti u avanturu u obliku karata šanse. Džungla također sadrži prirodne opasnosti kao što su pčele i pauci, koji mogu smetati nespremnim Simsima.
Dok Simsi istražuju svijet džungle, mogli bi pronaći drevne artefakte i blago kroz škrinje s blagom i hrpe kopanja, razasute diljem Belomisia Jungle. Nova arheološka vještina uvelike se usredotočuje na iskopavanje, provjeru autentičnosti i proučavanje drevnih artefakata. Ti artefakti i blago, međutim, nisu jedini oblik kolekcionarstva, jer su uvedene i relikvije. Obično se nalaze u obliku baza i vrhova relikvija, koji se mogu stopiti zajedno s profinjenim kristalom kako bi se stvorila mistična relikvija. Ove mistične relikvije unutar sebe sadrže mnoge oblike blagoslova i prokletstava koje Simsi mogu koristiti u svoju korist ili na štetu.
Kosturi su predstavljeni kao privremeno životno stanje i NPC koji se može prizvati. Obično se nalaze u hramovima, plašeći sve pustolove koji pokušavaju doći do blaga. Kosturi također mogu biti privremeni pomagači koji mogu obavljati poslove i čuvati djecu dok su roditelji odsutni. Mogu se prizvati putem rijetke relikvije i nemaju mjehur, glad, energiju i higijenske potrebe. Simsi mogu postati kosturi na 2 dana korištenjem drugog relikvija. 
Više od 170 stavki u modu Build/Buy uvedeno je u Jungle Adventure, zajedno s mnogo novih Create-a-Sim odjeće, kose i dodataka. Uključene su dvije nove aspiracije pod nazivom Istraživač džungle i Arheološki učenjak, a obje se fokusiraju na svijet Selvadorada. Uvedene su i dvije nove karakteristike lota, nazvane "Creepy Crawlies" i "Peace And Quiet". Također su dodani razni novi dodaci zbirkama riba, fosila, kristala i vrtlarstva.

## StrangerVille
The Sims 4: StrangerVille je sedmi paket igara za The Sims 4, objavljen 26. veljače 2019. Paket igara inspiriran je Strangetownom, četvrti u The Sims 2.

### Gameplay
StrangerVille dodaje pustinjski grad StrangerVille, gdje Simsi moraju rješavati misterije i zagonetke kako bi izliječili sve lokalne stanovnike. Za razliku od The Sims 2 konzolnih izdanja, StrangerVille ne zatvara igrača u određenu priču, već daje pozadinsku priču kao i narativ koji igrač može istražiti. Ispunjavanje aspiracijskih ciljeva StrangerVille vodi igrača kroz priču koja uključuje znanstvenike, vojsku, teoretičare zavjere, biljke i tajni laboratorij. Predstavljena je nova vojna karijera, težnja, osobina i radio postaja Strange Tunes.
Kada igrač prvi put učita svijet StrangerVillea, neki su mještani očito zaraženi misterioznom bolešću: opsjednutom emocijom, čudnim stilom hodanja i brbljanjem o "majci biljci". Čudne plave vanzemaljske biljke također su posute gradom. Na igraču je da istraži tako što će razgovarati s lokalnim stanovništvom i istražiti tajni laboratorij kako bi pronašao lijek za ovu čudnu bolest.

## Realm of Magic
The Sims 4: Realm of Magic je osmi paket igara za The Sims 4, s fokusom na vještičarenje i magiju, objavljen 10. rujna 2019.

### Gameplay
Paket uključuje novi svijet pod nazivom Glimmerbrook, stambeni planinski šumski svijet. Također sadrži portal u zasebno plutajuće susjedstvo nalik na fantastiku, The Magic Realm, gdje žive čarobni NPC-ovi. Uvodi se novo životno stanje, spellcaster. Uvelike su slične vješticama iz prethodnih igara, po tome što mogu naučiti magične čarolije i kuhati napitke. Slično vampirima u Vampires', čarači imaju niz vještina i sposobnosti koje mogu otključati dok napreduju kroz sustav rangiranja. Oni su također prvi okultni u The Sims 4 koji nemaju sekundarni oblik. Čarobnjaci se mogu vezati za neograničen broj familijara, kao što su zmajevi, feniksi ili s Cats & Dogs, psi i mačke. Međutim, samo jedan familijar može biti pozvan istovremeno.

## Star Wars: Journey to Batuu
The Sims 4: Star Wars: Journey to Batuu je deveti paket igara za The Sims 4, objavljen 8. rujna 2020. Paket omogućuje Simsima da idu u avanture temeljene na fantastičnoj znanstvenofantastičnoj franšizi Ratovi zvijezda.

### Gameplay
Paket uključuje novi odredišni svijet – Batuu, inspiriran Ratovi zvijezda: Galaxy's Edge. To je pustinjski planet u dalekoj galaksiji Ratovi zvijezda u zvjezdanom sustavu s tri sunca i dva mjeseca. Da bi ga posjetili, Sims će tamo morati otići na odmor ili čekati telefonski poziv prijatelja. 
Batuu se sastoji od tri četvrti, od kojih svaka odgovara svojoj frakciji: Black Spire Outpost – frakcija Scoundrel, First Order District – First Order frakcija i Resistance Camping – Resistance frakcija.
Svako susjedstvo ima parcelu koja se ne može uređivati i svemirski brod specifičan za frakciju za istraživanje. Batuu također ima zečje rupe koje možete posjetiti za potrebe poput kupnje hrane, spavanja ili kupovine robe. Dok je tamo, galaktički krediti koriste se kao valuta umjesto simoleona i Simsi posvuda moraju nositi Batuu odjeću, koja se može prilagoditi. 
Igrač će odlučiti pridružiti se do dvije od tri frakcije: Scoundrel, First Order ili Resistance. Da biste to učinili, misije se moraju izvršiti za određenu frakciju. Nakon uspješnog završetka misije, Simov utjecaj na frakciju će se povećati, te će na kraju postati član te frakcije. Simsi također zarađuju galaktičke kredite ili bonus stavke kao nagradu za dovršene misije. Postizanje viših razina utjecaja s frakcijom donijet će prednosti kao što je pristup njenim tajnim područjima, dopuštenje za upravljanje njihovim svemirskim brodom ili više društvenih interakcija. 
Simsi mogu dobiti utjecaj samo s Prvim redom ili Otporom. Izvođenje misija za jednu frakciju smanjit će njezin utjecaj na drugu. Na primjer, uspješna misija za Prvi red daje Simu veći utjecaj na Prvi red, ali kao posljedicu, njegov utjecaj na Otpor je smanjen. Međutim, bodovi utjecaja za frakciju Scoundrel ostaju nepromijenjeni i mogu se dobiti bez obzira na Simovu povezanost s Prvim redom ili Otporom.

### Kontroverze i reakcije obožavatelja
Odmah nakon objave paketa 27. kolovoza 2020., reakcija igrača na izlazak Star Wars: Journey to Batuu bila je izrazito negativna, a TheGamer ga je nazvao "najspornijim DLC-om za The Sims 4" do danas".
Jonathan Lee napisao je članak za Yahoo!, opisujući reakciju obožavatelja nakon objave paketa na Gamescom 2020. Lee je napisao da su obožavatelji "razbacili [trailer] odmah iza vrata" i dodajući da "u trenutku pisanja ovog članka, trailer za Putovanje u Batuu ima nezavidan omjer od 28K lajkova i 59K dislajkova [na YouTube]." Lee je dalje spomenuo frustraciju obožavatelja zbog igre koja ima "više tonova kože za izvanzemaljce nego za crnce", misleći na kontroverzu u vezi s tamnijim tonovima kože u igri. Lee je objasnio da su obožavatelji tražili značajke koje obožavatelji smatraju važnijima, poput kreveta na kat, stvarnih beba i poboljšanja igranja.
Obožavatelji su naveli ograničenu privlačnost paketa i želju da se programeri usredotoče na druge stvari, poput hotela, školskog života i novih svjetova. Igrači su smatrali da je značajkama koje još nedostaju u igri deprioritizirano i naznačili su da je ovo izdanje paketa igre dio EA-ovog plana za igru u 2020. i da je EA na njemu radio mjesecima. Drugi su pretpostavili da je to bila ugovorna obveza s obzirom na to da je EA vlasništvo nad franšizom videoigara "Star Wars".
Lyndsay Pearson, izvršna producentica i generalna direktorica The Sims 4, odgovorila je na kritike u nizu tweetova 1. rujna 2020., preuzimajući odgovornost za odobravanje paketa Star Wars. Također je izjavila da razvojni tim nastavlja raditi na različitim projektima za igru u isto vrijeme i uvjerava igrače da ne ignoriraju njihove povratne informacije.

## Dream Home Decorator
The Sims 4: Dream Home Decorator je deseti paket igara za The Sims 4, objavljen 1. lipnja 2021. Paket igrici dodaje dizajn interijera kao zanimanje, kao i nekoliko novih vrsta namještaja.

### Gameplay
Dream Home Decorator predstavlja karijeru dekoratera interijera, gdje Simsi posjećuju domove klijenata (ili zajedničke parcele, ovisno o razini karijere) i renoviraju ih na temelju želja klijenata. Slično karijeri dizajnera arhitekture iz The Sims 3: Ambitions, karijera dekoratera interijera posuđuje mnogo od svog prethodnika, dok ga proširuje.
Nakon što Sim odabere karijeru Dekoratera interijera sa svog telefona ili računala, na ploči za karijeru će se nalaziti gumb za igrača da odabere nastup. Koncerti se dijele na renoviranja soba, dodavanja soba, renoviranja razina, dodavanja razina i komercijalna renoviranja. Svaki nastup prikazat će osnovnu plaću, proračun i kućanstvo koje nudi nastup. Odabrani koncert bit će prikazan na ploči karijere i prikazat će popis zahtjeva koje bi sim trebao ispuniti kako bi osigurao bolji rezultat. Sim može držati samo jednu svirku u isto vrijeme, svaka svirka traje 12 sati od 9 ujutro i 21 sat. 
Kada Sim stigne na parcelu klijenta, mora pozdraviti klijente i razumjeti njihove stvari koje vole i ne vole. Sviđanja i nesviđanja sastojat će se od stilova uređenja, boja i hobija. Ispod nastupa na ploči karijere bit će prikazan popis do pet sviđanja ili nesviđanja. 
Ograničenja mogu uključivati ne povećanje tlocrtne površine zgrade (bez dodatnih podnih pločica) i ograničenja za najviše ili donje katove. Ovo će spriječiti igrača da može mijenjati određene aspekte ždrijeba. Pažnja na budžet, sviđanja i nesviđanja osigurat će bolji rezultat.

## My Wedding Stories
The Sims 4: My Wedding Stories jedanaesti je paket igara za The Sims 4, objavljen 23. veljače 2022. Paket igrici dodaje obnovljeni sustav događaja vjenčanje, novi svijet pod nazivom Tartosa, kao i druge nove interakcije koje se odnose na na vjenčanja.

### Controversy
Dan nakon objave paketa, Maxis je izjavio da neće objaviti paket u Rusiji, pozivajući se na zakone o video igrama koji zabranjuju sadržaj koji promiče homoseksualnost kao društvenu normu. Međutim, zbog reakcije igrača, Maxis je poništio svoju odluku i pustio paket u Rusiji, nepromijenjen i nepromijenjen.  Od ožujka 2022., Electronic Arts je obustavio prodaju videoigara u Rusiji, zbog tekuće ruske invazije na Ukrajinu.
Dodatno, nakon izlaska paketa 23. veljače, dobio je kritike od igrača i recenzenata zbog brojnih grešaka i grešaka, koje značajno utječu na glavnu značajku igre za vjenčanja. Maxis je 31. ožujka objavio zakrpu za rješavanje nekih od ovih problema.

## Werewolves
The Sims 4: Werewolves je dvanaesti paket igara za The Sims 4, objavljen 16. lipnja 2022. Predstavlja novo životno stanje, vukodlaci i novi svijet, Mjesečev mlin. The pack also features two werewolf packs in the new world, an underground system that can be explored, and lore surrounding features in the game pack and overall game.

### Gameplay
Igra se vrti oko životnog stanja vukodlaka. Vukodlaci imaju perk stablo slično čarolijama i vampirima, zajedno s uspavanim sposobnostima, koje se otključavaju ispunjavanjem određenih uvjeta. Vukodlaci također imaju sustav 'bijesa', koji ima sličnosti s napadom čarača. Kad se vukodlakov bijes potpuno ispuni, oni počinju nekontrolirano divljati. Bijes se povećava prekovremeno, ali se može ubrzati temperamentima i drugim radnjama. Mjesečev ciklus također može utjecati na vukodlake, s punim mjesecom koji rezultira dramatično povećanim dobicima bijesa.